# Accidenti alle tasse!!
Pour plus de détails, voir Fiche technique et Distribution.
Accidenti alle tasse!! est un film italien réalisé par Mario Mattoli, sorti en 1951.

## Synopsis
Le comte Borraccilo, qui vit luxueusement, ne paie aucun impôts mais il est un jour pris pour cible par l’agent des impôts Gaetano Pellecchia. Ce dernier va faire appel à son ami Mario car s’il ne parvient pas à découvrir l'origine des richesses du comte, il se fera virer. Quand Borraccilo part en voyage avec un prince indien, les deux agents du fisc et sa fille Margot le suivent incognito.
Ils apprennent alors que le noble est en réalité pauvre, ne vivant d’expédients mais les deux agents essayent d’organiser un mariage entre le prince et Margot pour mettre la main sur l’argent. A la surprise général, le duo tombe vraiment amoureux mais à leur arrivée en Inde, le père du prince n'accepte pas cette union et condamne tous les Italiens à mort. 
Finalement, les amants obtiennent gain de cause et se marient tandis que le comte réussi à s’enrichir et que l’agent des impôts va enfin pouvoir le taxer.

## Fiche technique
- Titre : Accidenti alle tasse!!
- Réalisation : Mario Mattoli
- Scénario : Mario Mattoli, Mario Monicelli et Steno
- Photographie : Tonino Delli Colli
- Montage : Giuliana Attenni (en)
- Musique : Armando Fragna (en)
- Production : Dino De Laurentiis et Carlo Ponti
- Pays d'origine : Italie
- Format : Noir et blanc - 1,37:1 - Mono
- Genre : comédie
- Durée : 92 minutes
- Date de sortie : 1951

## Distribution
- Riccardo Billi : Gaetano Pellecchia
- Mario Riva : Mario
- Dorian Gray : Margot
- Aroldo Tieri : Prince Oli
- Silvana Jachino : Mademoiselle Penna
- Gianni Cavalieri (it) : Teodoro Penna
- Gisella Sofio : Silvia
- Pina Renzi : Madame Costanza
- Alberto Sorrentino : Arturo
- Giuseppe Porelli : le conte Raffaele Borraciolo
- Anna Maestri : Mademoiselle Colombi
- Loris Gizzi : Il capufficcio tasse
- Clara Bindi : Mademoiselle Martinelli
- Pina Piovani : le gradien du collège 'Le Mimose'
- Nietta Zocchi : la professeur de français
- Liana Billi : Giovanna, la femme de Gaetano
- Guglielmo Barnabò : le grand khan
- Enzo Garinei : le snob
- Nico Pepe : un professeur
- Bice Valori : Étudiant
- Bianca Maria Cerasoli : Étudiant
- Benedetta Rutili : Étudiant
- Ughetto Bertucci : Secrétaire indien
- Vinicio Sofia : le vizir
- Giulio Marchetti (en) : le baryton russe
- Guglielmo Inglese : le capitaine du yacht